# Gustaf Düben
Gustaf Düben (Estocolmo, 1628 -  Estocolmo, 19 de diciembre de 1690), fue un compositor y organista sueco del período barroco. Miembro destacado de la saga sueca de músicos Düben, en 1647 se unió a la orquesta de la Corte Real de Suecia, la Kungliga Hovkapellet, donde sucedería en 1663 como maestro de capilla a su padre, fallecido un año antes. Además de sus deberes en la corte, fue organista de la Iglesia Alemana de Estocolmo.